# BIOVELA Group
BIOVELA Group ist eine fleischverarbeitende Lebensmittelunternehmensgruppe in Litauen. Ihr Sitz befindet sich in der Rajongemeinde Vilnius. Sie besteht aus UAB  „Utenos mėsa“ (Utena), UAB  „Biovela“, UAB  „Maisto pramonės logistikos grupė“ und UAB „Žiobiškio kompleksas“ (Žiobiškis, Rajongemeinde Rokiškis). 2017 erzielte die BIOVELA Group einen Umsatz von  3,5 Mio. EUR. Die Gruppe besteht aus den Unternehmen BIOVELA, UTENOS MĖSA, MAISTO PRAMONĖS LOGISTIKOS GRUPĖ und ŽIOBIŠKIO KOMPLEKSAS. 55 % der Produktion wird exportiert (nach baltische Staaten, Russland, Großbritannien, Irland, Deutschland, Polen, Niederlande, Aserbaidschan, Kasachstan, Belarus, Ukraine und andere Länder). Die Produktion beträgt etwa 47 000 Tonnen Fleisch und Fleischprodukte pro Jahr.